# Melida Palme
Melida Palme, geb. Lauk, (* 25. März 1899 in Łódź; † 21. Juni 1972 in Bremen) unterstützte verfolgte Jüdinnen und Juden in der NS-Zeit. Sie versteckte 1942 in Warschau, während die Stadt von der Wehrmacht besetzt war, gemeinsam mit ihrer Tochter Martha Heuer monatelang sechs Juden und rettete so deren Leben.

## Biografie
Palme wohnte mit ihrer Tochter in einfachen Verhältnissen in Warschau in der Okolnastraße in der Wohnung einer jüdischen Bekannten. Im Zusammenhang mit der sogenannten Großen Aktion im Herbst 1942, der Auflösung des Warschauer Ghettos und systematischen Deportation von Juden, boten die Palmes sechs Verfolgten Schutz in ihrer Wohnung. Eine von ihnen gaben sie als Angehörige aus. Nach dem Aufstand im Warschauer Ghetto verließen die Palmes Warschau und verblieben im Sudetenland. Sie ermöglichten den Schutzsuchenden aber weiterhin den Aufenthalt in der Warschauer Wohnung. Dieses dauerte bis August 1944, als die Tarnung aufflog. Zwei Schutzsuchende wurden ermordet, die übrigen vier in Konzentrationslager deportiert. Die Palmes konnten jedoch weiterhin Kontakt zu ihnen halten und ihnen Lebensmittelrationen senden.
Nach dem Krieg gelangten die Palmes 1950 nach Bremen. Die Tochter heiratete den späteren Bürgerschaftsabgeordneten Heinz Heuer (SPD).
Heuer wurde auf Initiative des Journalisten Kurt Nelhiebel 1975 als Gerechte unter den Völkern posthum ausgezeichnet. 1975 pflanzte die Tochter bei der israelischen Gedenkstätte Yad Vashem einen Baum.
Melida Palme starb 1972 im Alter von 73 Jahren bei einem Krankentransport zum Diako Bremen. Sie hatte 1920 in Warschau Wilhelm Moritz Palme geheiratet.